# Gerhard von Holy
Gerhard von Holy (* getauft 15. September 1687 in Aurich; † 3. Juni 1736 in Remscheid) war ein deutscher Orgelbauer.

## Leben
Gerhard von Holy wurde als Sohn des Webers Siefke Holy Steffens († 1731) geboren. Nach Abschluss seiner Lehre als Orgelbauer im Jahr 1709 ließ sich der selbstständige Meister in Ostfriesland nieder. Aus verschiedenen Hinweisen ist zu schließen, dass von Holy ein Schüler Arp Schnitgers war. Vermutlich auch deshalb wurde er zusammen mit einem anderen Schüler von Schnitger, Matthias Dropa, 1709 zum Bau der neuen Orgel in der Michaeliskirche zu Lüneburg berufen. 1711 erhielt er von Fürst Georg Albrecht das Orgelbau-Privileg für das Harlingerland und ließ sich 1714 in Jever nieder. Gerhard von Holy arbeitete hauptsächlich im ostfriesischen Raum. Von dort aus bewarb er sich 1715 erfolglos um Orgelneubauten in Amsterdam und später um Zwolle. Bei dem unbekannten Orgelbauer, der 1719 an der Orgel der Nikolaikirche in Appingedam gearbeitet hat und zwei Register ersetzte, könnte es sich aber um von Holy gehandelt haben. In den Jahren 1723–1733 war er in der Grafschaft Mark in Westfalen tätig. Von Holy ist in Remscheid gestorben, wo er gerade mit Orgelarbeiten beschäftigt war.

## Werkliste
Die Größe der Instrumente wird in der fünften Spalte durch die Anzahl der Manuale und die Anzahl der klingenden Register in der sechsten Spalte angezeigt. Ein großes „P“ steht für ein selbstständiges Pedal, ein kleines „p“ für ein angehängtes Pedal. Eine Kursivierung zeigt an, dass die betreffende Orgel nicht mehr erhalten ist.
| Jahr      | Ort           | Gebäude                  | Bild                   | Manuale | Register | Bemerkungen |
| --------- | ------------- | ------------------------ | ---------------------- | ------- | -------- | --- |
| 1709–1710 | Nesse         | St.-Marien-Kirche        |                        | II/p    | 14       | Nicht erhalten (II/p/14 nach Kontrakt); dient als Grundlage für Orgelneubau in Canum                                                                                      |
| 1710–1711 | Dornum        | St.-Bartholomäus-Kirche  |                        | III/P   | 32       | Zum großen Teil erhalten → Orgel der St.-Bartholomäus-Kirche (Dornum) |
| 1710–1713 | Marienhafe    | St.-Marienkirche         |                        | II/p    | 20       | Fast vollständig erhalten → Orgel der Marienkirche (Marienhafe) |
| 1713      | Esens         | Waisenhaus               |                        | I       | 6        | Positiv; 1860 verbrannt |
| 1710–1714 | Jever         | Stadtkirche              |                        | II/p    | 17       | 1728 verbrannt |
| 1723      | Wetter (Ruhr) | Ev.-luth. Kirche         |                        | II/p    | 11       | Mehrfach umgebaut; Prospekt mit originalen Pfeifen in Canum erhalten, der in Neubau von Bartelt Immer (2010) integriert wird (Foto zeigt die Orgel in der Canumer Kirche) |
| 1725      | Lünen         | Stadtkirche St. Georg    |                        |         |          | Gehäuse erhalten |
| 1727      | Voerde        | Evangelische Pfarrkirche |                        |         |          | Nicht erhalten |
| 1730–1733 | Herdecke      | Evangelische Kirche      |                        |         |          | Reparatur der Orgel von 1663; Gehäuse und Prospektpfeifen erhalten |
| 1732–1734 | Volmarstein   | Dorfkirche Volmarstein   | Dorfkirche Volmarstein | I/p     | 10       | Altarorgel; Pedal und zweites Manual später ergänzt; 70 % des Pfeifenbestandes erhalten                                                                                   |